# Станислос
Станислос (на английски: Stanislaus) е окръг в Калифорния, САЩ. Окръжният му център е град Модесто. Окръг Станислос се намира в Централната калифорнийска долина.

## Население
Окръг Станислос е с население от 446 997 души. (2000)

## География
Окръг Станислос е с обща площ от 3923 км² (1515 мили²).

## Градове
- Грейсън
- Дел Рио
- Емпайър
- Западен Модесто
- Източен Оукдейл
- Модесто
- Нюмън
- Оукдейл
- Патерсън
- Ривърбанк
- Ривърдейл парк
- Салида
- Търлок
- Уестли
- Уотърфорд
- Хикмън
- Хюсън
- Шакелфорд